# Atherimorpha rieki
Atherimorpha rieki är en tvåvingeart som beskrevs av Paramonov 1962. Atherimorpha rieki ingår i släktet Atherimorpha och familjen snäppflugor.
Artens utbredningsområde är Tasmanien. Inga underarter finns listade i Catalogue of Life.